# Марянек
Марянек (пол. Marianek) — село в Польщі, у гміні Ґошковиці Пйотрковського повіту Лодзинського воєводства.
Населення — 67 осіб (2011).
У 1975-1998 роках село належало до Пйотрковського воєводства.

## Демографія
Демографічна структура станом на 31 березня 2011 року:
|          | Загалом | Допрацездатний вік | Працездатний вік | Постпрацездатний вік |
| -------- | ------- | ------------------ | ---------------- | -------------------- |
| Чоловіки | 36      | 2                  | 26               | 8                    |
| Жінки    | 31      | 5                  | 13               | 13                   |
| Разом    | 67      | 7                  | 39               | 21                   |